# هلن چندلر
هلن چندلر (انگلیسی: Helen Chandler؛ ۱ فوریهٔ ۱۹۰۶ – ۳۰ آوریل ۱۹۶۵) یک هنرپیشه اهل ایالات متحده آمریکا بود.
از فیلم‌ها یا برنامه‌های تلویزیونی که وی در آن نقش داشته است می‌توان به دراکولا اشاره کرد.